# Měšťanský dům čp. 126 (Nymburk)
Měšťanský dům čp. 126 stojí v Nymburku na nároží Palackého třídy a náměstí Přemyslovců. Prošel složitým stavebně-historickým vývojem. Má renesanční jádro ze 16. století, později byl několikrát upravován, zejména v 19. století. Dům je od roku 1965 chráněn jako kulturní památka.

## Historie

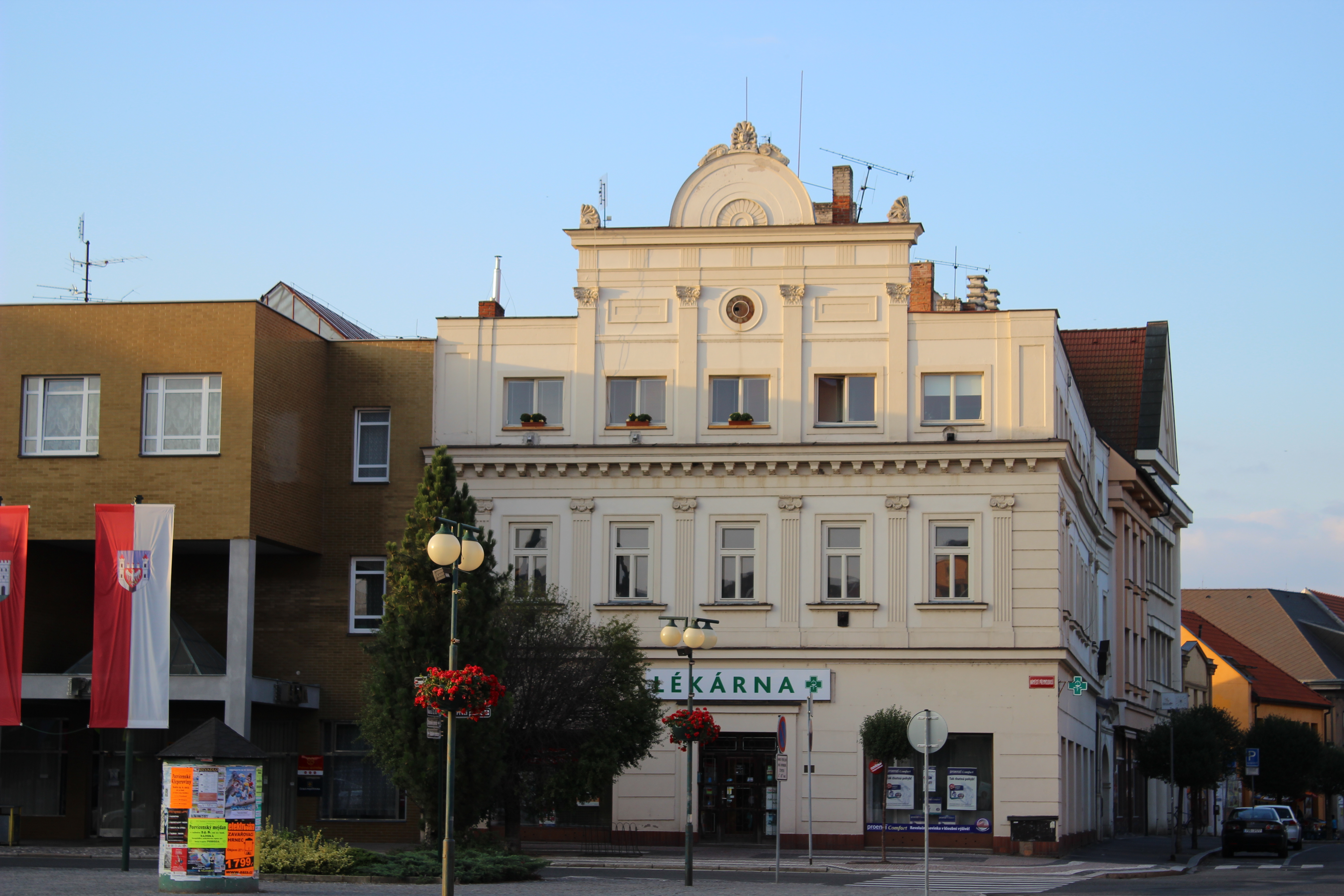
Průčelí domu

Původní renesanční dvoupatrový patricijský dům ze 16. století byl několikrát přestavován (včetně interiérů a sklepů). Od 18. století byla v domě lékárna. Naposledy přestavěn roku 1941.

## Popis
Jedná se o dvoupatrový dům. V přízemní nárožní místnosti se zachoval renesanční malovaný záklopový strop. V průčelí je novorenesanční fasáda bohatě členěná římsami a pilastry. Zakončena je atikovým štítem. Barokní boční vjezd je datován rokem 1808.